# Neversink
Neversink – miasto w Stanach Zjednoczonych, w stanie Nowy Jork, w hrabstwie Sullivan.